# Буншо
Буншо (文正) је јапанска ера (ненко) која је настала после Каншо и пре Онин ере. Временски је трајала од фебруара 1466. до марта 1467. године и припадала је Муромачи периоду. Владајући монарх био је цар Го Цучимикадо.

## Важнији догађаји Буншо ере
- 1466. (Буншо 1): У Нари је изграђена капија Нио (Ниомон) у храму Кинпусенџи.[3]
- 1466. (Буншо 1, први месец): Даинагон Ашикага Јошими, брат шогуна Ашикаге Јошимасе унапређен је у други ранк друге класе у дворској хијерархији.[4]
- 1466. (Буншо 1, први месец): Минамото но Мицихиса престаје да буде „удаиџин“. Њега замењује „даинагон“ Фуџивара но Мацацугу.[4]